# Saison 5 de Brooklyn Nine-Nine
Chronologie
Saison 4 Saison 6
Cet article présente les épisodes de la cinquième saison de la série télévisée américaine Brooklyn Nine-Nine.

## Généralités
- Au Canada, la saison est diffusée en simultané sur Citytv.

## Synopsis
Jake et Rosa s'adaptent à la vie en prison et doivent naviguer dans le milieu carcéral tandis que l'équipe travaille sur leur défense. Une fois les deux policiers innocentés, le couple de Jake et Amy évoluera de façon significative.

## Distribution

### Acteurs principaux
- Andy Samberg (VF : Emmanuel Garijo) : Lieutenant Jake Peralta
- Andre Braugher (VF : Thierry Desroses) : Capitaine Raymond Holt
- Terry Crews (VF : Gilles Morvan) : Lieutenant-chef Terry Jeffords
- Melissa Fumero (VF : Hélène Bizot) : Lieutenant Amy Santiago
- Joe Lo Truglio (VF : Marc Perez) : Lieutenant Charles Boyle
- Stephanie Beatriz (VF : Ingrid Donnadieu) : Lieutenant Rosa Diaz
- Chelsea Peretti (VF : Patricia Piazza) : Gina Linetti (absence épisodes 1 à 3, 5 à 9)
- Dirk Blocker (VF : Jean-François Aupied) : Lieutenant Hitchcock
- Joel McKinnon Miller (VF : Thierry Murzeau) : Lieutenant Scully

### Acteurs récurrents et invités
- Lou Diamond Phillips (VF : Marc Saez) : Romero (épisodes 1 et 2)
- Toby Huss : le gardien Granville (épisodes 1 et 2)
- Tim Meadows (VF : Lionel Henry (acteur)) : Caleb, le codétenu de Jake (épisodes 1 et 2)
- Gina Gershon (VF : Déborah Perret) : Lieutenant Melanie Hawkins (épisode 2)
- Paul Adelstein (VF : Boris Rehlinger) : Seamus Murphy (épisodes 2, 11 et 12)
- Maria Thayer (VF : Edwige Lemoine) : Jean Munhroe (épisode 6)
- Reggie Lee (VF : Didier Cherbuy) : Dr Ronald Yee (épisode 8)
- Danny Trejo (VF : Thierry Mercier) : le père de Rosa (épisode 10)
- Sterling K. Brown (VF : Eilias Changuel) : Philip Davidson[1] (épisode 14)
- Nasim Pedrad (VF : Victoria Grosbois) : Kate, la demi-soeur de Jake (épisode 17)
- Gina Rodriguez (VF : Alice Taurand) : Alicia[2] (épisode 22)
- Kyle Gass : Dario Moretti[3] (épisode 22)

## Épisodes

### Épisode 1:Derrière les barreaux: Première partie
- États-Unis /  Canada : 26 septembre 2017 sur FOX[4] / Citytv[5]
- France : 3 septembre 2018 sur Canal+ Séries

- États-Unis : 2,00 millions de téléspectateurs[6] (première diffusion)

- Lou Diamond Phillips (Romero)
- Toby Huss (Warden Granville)
- Tim Meadows (Caleb)

### Épisode 2:Derrière les barreaux: Deuxième partie
- États-Unis /  Canada : 3 octobre 2017 sur FOX / Citytv
- France : 3 septembre 2018 sur Canal+ Séries

- États-Unis : 1,74 million de téléspectateurs[7] (première diffusion)

- Gina Gershon (Lieutenant Melanie Hawkins)
- Lou Diamond Phillips (Romero)
- Toby Huss (Warden Granville)
- Tim Meadows (Caleb)
- Paul Adelstein (Seamus Murphy)
- Winston James Francis (Tank)
- David Haley (Ryan)
- Michelle Gillette (Debbie)

### Épisode 3:Un flan pour deux
- États-Unis /  Canada : 10 octobre 2017 sur FOX / Citytv
- France : 3 septembre 2018 sur Canal+ Séries

- États-Unis : 1,68 million de téléspectateurs[8] (première diffusion)

- Jason Mantzoukas (Adrian Pimento)
- Amy Okuda (Chiaki)

### Épisode 4:Halloween V
- États-Unis /  Canada : 17 octobre 2017 sur FOX / Citytv
- France : 3 septembre 2018 sur Canal+ Séries

- États-Unis : 1,69 million de téléspectateurs[9] (première diffusion)

### Épisode 5:Poker menteur
- États-Unis /  Canada : 7 novembre 2017 sur FOX / Citytv
- France : 3 septembre 2018 sur Canal+ Séries

- États-Unis : 1,50 million de téléspectateurs[10] (première diffusion)

### Épisode 6:Le Manoir
- États-Unis /  Canada : 14 novembre 2017 sur FOX / Citytv
- France : 3 septembre 2018 sur Canal+ Séries

- États-Unis : 1,65 million de téléspectateurs[11] (première diffusion)

- Maria Thayer (Jean Munhroe)

### Épisode 7:La Guerre des clans
- États-Unis /  Canada : 21 novembre 2017 sur FOX / Citytv
- France : 10 septembre 2018 sur Canal+ Séries

- États-Unis : 1,66 million de téléspectateurs[12] (première diffusion)

### Épisode 8:Le Retour de Parlov
- États-Unis /  Canada : 28 novembre 2017 sur FOX / Citytv
- France : 10 septembre 2018 sur Canal+ Séries

- États-Unis : 1,73 million de téléspectateurs[13] (première diffusion)

- Fred Melamed (DC Parlov)

### Épisode 9:En vadrouille
- États-Unis /  Canada : 5 décembre 2017 sur FOX / Citytv
- France : 10 septembre 2018 sur Canal+ Séries

- États-Unis : 1,94 million de téléspectateurs[14] (première diffusion)

### Épisode 10:Soirée jeux
- États-Unis /  Canada : 12 décembre 2017 sur FOX / Citytv
- France : 10 septembre 2018 sur Canal+ Séries

- États-Unis : 1,91 million de téléspectateurs[15] (première diffusion)

- Danny Trejo (le père de Rosa)

### Épisode 11:Le Service
- États-Unis /  Canada : 12 décembre 2017 sur FOX / Citytv
- France : 10 septembre 2018 sur Canal+ Séries

- États-Unis : 1,68 million de téléspectateurs[15] (première diffusion)

### Épisode 12:La Planque
- États-Unis /  Canada : 18 mars 2018 sur FOX / Citytv
- France : 10 septembre 2018 sur Canal+ Séries

- États-Unis : 1,92 million de téléspectateurs[16] (première diffusion)

### Épisode 13:La Négociation
- États-Unis /  Canada : 25 mars 2018 sur FOX / Citytv
- France : 17 septembre 2018 sur Canal+ Séries

- États-Unis : 1,83 million de téléspectateurs[17] (première diffusion)

### Épisode 14:Garde à vue
- États-Unis /  Canada : 1er avril 2018 sur FOX / Citytv
- France : 17 septembre 2018 sur Canal+ Séries

- États-Unis : 1,78 million de téléspectateurs[18] (première diffusion)

- Sterling K. Brown (Philip Davidson)

### Épisode 15:Énigmes à gogo
- États-Unis /  Canada : 8 avril 2018 sur FOX / Citytv
- France : 17 septembre 2018 sur Canal+ Séries

- États-Unis : 1,74 million de téléspectateurs[19] (première diffusion)

### Épisode 16:NutriBoom
- États-Unis /  Canada : 15 avril 2018 sur FOX / Citytv
- France : 17 septembre 2018 sur Canal+ Séries

- États-Unis : 1,79 million de téléspectateurs[20] (première diffusion)

### Épisode 17:La demi-soeur de Jake
- États-Unis /  Canada : 15 avril 2018 sur FOX / Citytv

- États-Unis : 1,48 million de téléspectateurs[20] (première diffusion)

### Épisode 18:L'incendie criminel
- États-Unis /  Canada : 22 avril 2018 sur FOX / Citytv

- États-Unis : 1,77 million de téléspectateurs[21] (première diffusion)

### Épisode 19:Bachelor-ette
- États-Unis /  Canada : 29 avril 2018 sur FOX / Citytv

- États-Unis : 1,97 million de téléspectateurs[22] (première diffusion)

- Reginald Veljohnson (lui-même)

### Épisode 20:Une journée d'angoisse
- États-Unis /  Canada : 6 mai 2018 sur FOX / Citytv

- États-Unis : 1,67 million de téléspectateurs[23] (première diffusion)

### Épisode 21:Une dernière ligne droite
- États-Unis /  Canada : 13 mai 2018 sur FOX / Citytv

- États-Unis : 1,75 million de téléspectateurs[24] (première diffusion)

### Épisode 22:Jake et Amy
- États-Unis /  Canada : 20 mai 2018 sur FOX / Citytv

- Gina Rodriguez (Alicia)
- Kyle Gass (Dario Moretti)